# 더블 드리블
더블 드리블(double dribble), 드리블링 바이얼레이션(dribbling violation), 일리걸 드리블(illegal dribble)은 농구에서 한 번 드리블을 끝낸 다음 계속하여 드리블을 하거나 양손으로 동시에 드리블하는 반칙이다. 이는 워킹, 하프 라인 바이얼레이션, 라인 크로스, 아웃볼, 키킹, 오버 타임(3초, 5초, 10초, 30초) 등과 더불어 농구 바이얼레이션의 하나에 속한다.
점프볼, 스로인, 자유투 중에 바이얼리에이션은 존재하지 않는다.